# 庄浪厅
莊浪廳，為清朝於甘肅省設置的廳級行政區劃，屬於涼州府。

## 沿革
雍正二年（1724年），將涼州衛升格建置涼州府，並將原莊浪所改置平番縣，原莊浪所南部區域分設莊浪廳，以茶马同知、理事通判駐管，行政考語為「簡」，下轄大營灣土司一處土司。
莊浪廳設有駐防八旗，由寧夏將軍節制。乾隆二年（1737年）設莊浪副都統、城守尉各1員統率旗營。二十八年（1763年）裁省副都統，仍留莊浪城守尉。民國三年（1914年）裁撤莊浪廳同知，由平番县长兼管莊浪廳。三十三年（1944年）裁廢莊浪廳，併入永登縣。